# Acronicta euphrasiae
Acronicta euphrasiae är en fjärilsart som beskrevs av Nikolaus Joseph Brahm 1791. Acronicta euphrasiae ingår i släktet Acronicta och familjen nattflyn. Inga underarter finns listade i Catalogue of Life.